# 申鸣
申鸣（？—前479年），春秋时期楚国的左司马。白公胜起兵杀害子西，劫持申鸣之父。申鸣击鼓攻打白公胜，申鸣之父亦死。楚惠王赏赐申鸣，他说“食禄避难非忠臣，定国杀父非孝子”。便自刎而死。